# Étival-Clairefontaine
Etival-Clairefontaine – miejscowość i gmina we Francji, w regionie Grand Est, w departamencie Wogezy.
Według danych na rok 1990 gminę zamieszkiwało 2328 osób, a gęstość zaludnienia wynosiła 86 osób/km² (wśród 2335 gmin Lotaryngii Etival-Clairefontaine plasuje się na 188. miejscu pod względem liczby ludności, natomiast pod względem powierzchni na miejscu 84.).